# Miyako-jima

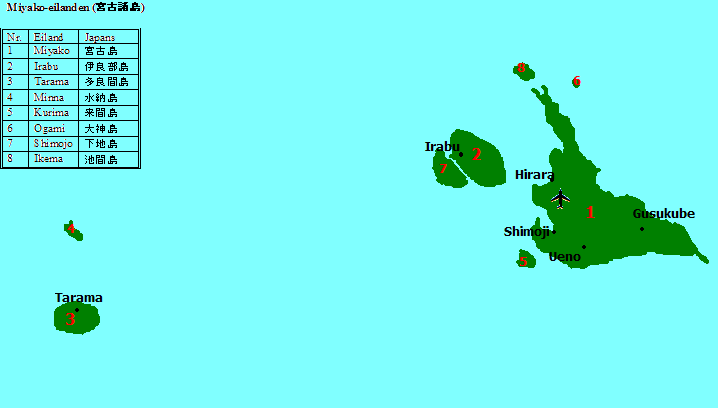
Lägeskarta

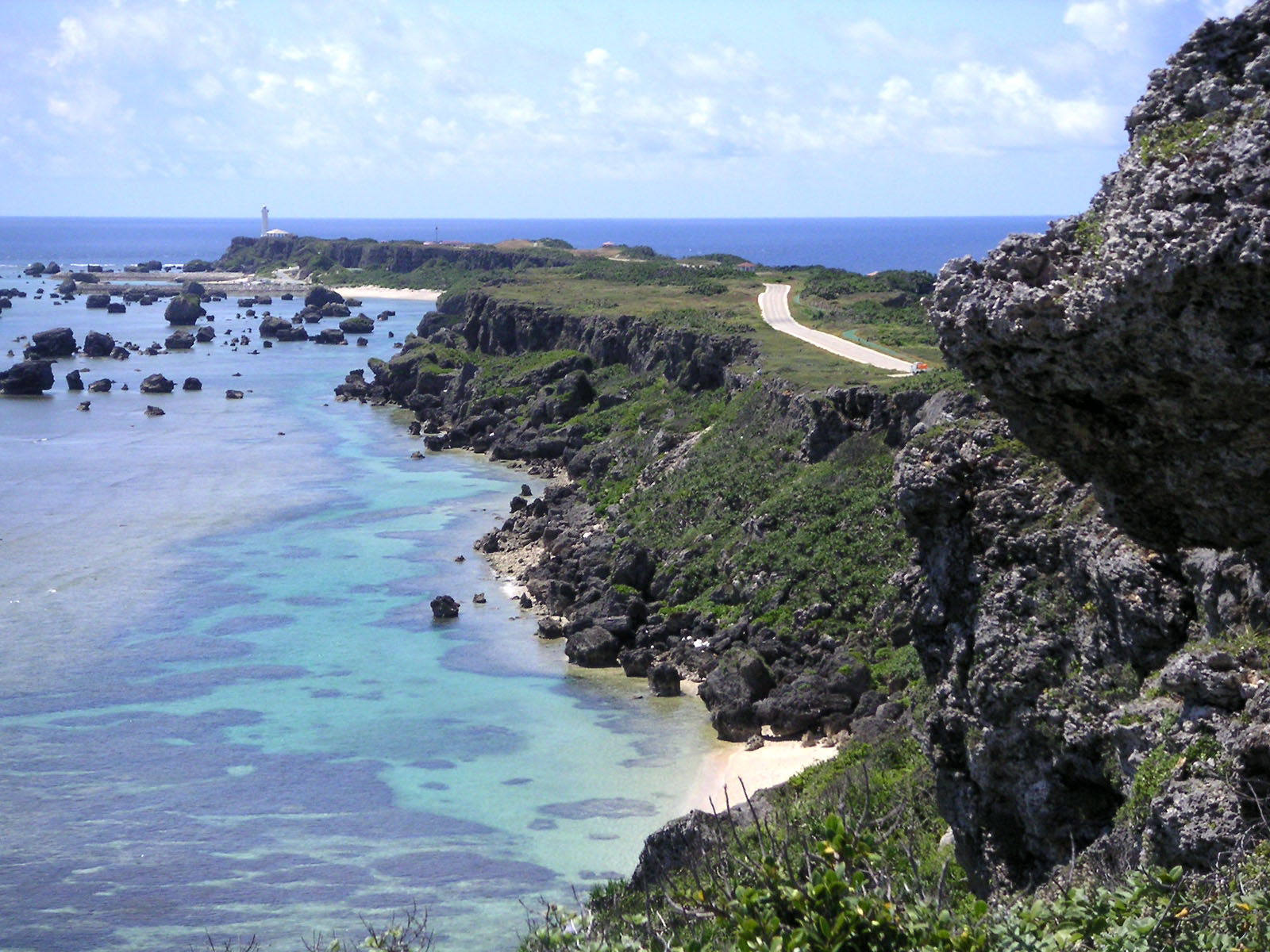
Miyako-jima

Miyako-jima (japanska 宮古島 Miyako-jima) är huvudön i japanska ögruppen Miyakoöarna i nordvästra Stilla havet. Ön ligger i Okinawa prefektur.

## Geografi
Miyako-jima ligger i Östkinesiska havet ca 303 kilometer sydväst om Okinawaöarna och cirka 375 kilometer nordöst om Taiwans norra spets. 
Ön är en korallö och har en areal om cirka 159 km² vilket gör den till den fjärde största ön i Okinawa prefektur. Den högsta höjden är Yododake på cirka 114 m ö.h. och ön omges av fem småöar varav fyra har broförbindelse med huvudön.
Befolkningen uppgår till ca 51 000 (2015) där de flesta bor i Hirara på öns nordvästra del. Ön utgör tillsammans med de kringliggande småöarna staden Miyakojima.
Ön har en flygplats (japanska: 宮古空港?, Miyako-kūkō) med flygplatskod "MMY" för lokalt flyg.

## Historia
1879 införlivades ön i Japan, och blev del av Okinawa prefektur.
Under andra världskriget utspelade sig våren 1945 ett av de största och mest betydande slagen i Stilla havet (Slaget om Okinawa) nära ön. Området ockuperades sedan av USA som förvaltade öarna fram till 1972 då de återlämnades till Japan.
Den 1 oktober 2005 slogs alla kommuner på ön samman till en stad som fick namnet Miyakojima.